# توفند بزرگ ۱۷۸۰
توفند بزرگ ۱۷۸۰ بزرگ‌ترین و مرگبارترین توفند ثبت شده در اقیانوس اطلس و همچنین مرگبارترین توفند استوایی در نیمکره غربی بود. تعداد جان باختگان از روز ۱۰ اکتبر تا ۱۶ اکتبر یعنی زمانی که توفند بزرگ سرتاسر جزایر آنتیل کوچک را درنوردید  حدود ۲۲ هزار نفر تخمین زده می‌شود. مشخصات دقیق مسیر و قدرت طوفان ناشناخته است، زیرا پایگاه داده رسمی طوفان اقیانوس اطلس تنها از سال ۱۸۵۱ داده‌ها را ثبت کرده است.

این طوفان احتمالاً مانند یک طوفان رده ۵ پیش از گذر از مارتینیک، سنت لوسیا و سنت اوستاتیوس با حداقل سرعت تخمینی وزش باد ۳۲۰ کیلومتر بر ساعت (۲۰۰ مایل بر ساعت) کشور باربادوس را درنوردید و باعث مرگ هزاران نفر در آن جزایر شد. در بحبوحه انقلاب آمریکا، طوفان خسارات سنگینی به ناوگان بریتانیایی وارد کرد که برای کنترل منطقه رقابت می‌کردند و تا حد زیادی کنترل بریتانیا بر اقیانوس اطلس را تضعیف کرد.